# Польско-чехословацкая граница
Польско-чехословацкая граница — государственная граница между Чехословакией и Польской Республикой.
После восстановления в 1918 году независимости Польши и создания Чехословакии обе страны разделила граница, существовавшая в 1918—1939 годах и 1945—1992 годах. После раздела Чехословакии распалась на польско-чешскую и польско-словацкую границы.

## Польско-чехословацкая граница в 1918—1939 годах

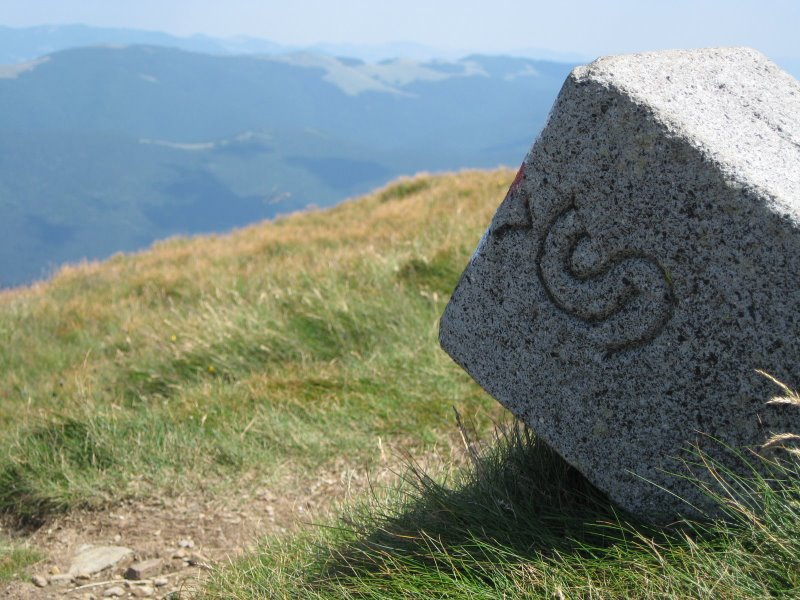
Старый пограничный столб 1918—1945 годов

Границы обеих стран были установлены на основании договоров: версальского, сен-жерменского, трианонского и решения межсоюзнического Совета послов. Однако с самого начала существования между этими странами доходило до конфликтов вокруг нескольких спорных территорий: Тешинской Силезии, Оравы и Спиша.

### Польско-чехословацкие пограничные конфликты до II мировой войны
Под конец I мировой войны, 5 ноября 1918 года, местный польский Народный Совет Цешинского Княжества и Чешский народный выбор Силезии поделили Тешинскую Силезию в соответствии с этническими критериями (к Польше должны были отойти бельский и цешинский повяты, а также часть фриштацкого повята); однако эти договорённости должны были подтвердить центральные правительства обеих стран.
В январе 1919 года однако, во время общей неразберихи и хаоса в Польше вызванного польско-украинской войной и великопольским восстанием, эти договорённости были разорваны и дошло до открытого вооружённого конфликта, который закончился в феврале того же года. Чехословакия под давлением Антанты согласилась на проведение в Тешинской Силезии плебисцита. До его проведения обе стороны отвели свои войска на демаркационную линию, которая всего немного отличалась в пользу Чехословакии от границы, существовавшей до января.
Однако до плебисцита не дошло по причине длящейся в 1920 году советско-польской войны; в то самое время на конференции в Спа чехословацкие власти получили от западных стран согласие на раздел спорного региона без проведения плебисцита. Присутствовавший на конференции польский премьер Владислав Грабский согласился на такое решение конфликта, в надежде на оказание поддержки Польше в её конфликте с СССР. В результате дальнейшего давления Чехословакии в этих условиях, линия границы была установлена в пользу этой страны (на чехословацкой стороне остались, в числе прочих Заользье, важная для того региона железная дорога Кошице — Богумин и промышленный центр Тешинской Силезии — Тршинецкий металлургический завод, а также места добычи каменного угля): Польше отошло 1002 км² (с населением 139,6 тыс. человек), а Чехословакии 1280 км² (с населением более 295,2 тыс. человек, в том числе около 139 тыс. поляков, 113 тыс. чехов и 34 тыс. немцев), в том числе и часть отходившая Польше до конфликта 1919 года, с населением 123 тыс. поляков, 32 тыс. чехов и 22 тыс. немцев.
Пограничные споры были также и в районе Спиша и Оравы. Планировавшийся в Ораве плебисцит не состоялся по тем же причинам, что и в Тешинской Силезии. Территории Спиша и Оравы были поделены арбитражем Совета послов, при этом конфликт в Спише тянулся ещё пару лет, до установления окончательной линии границы в 1924 году.
Неудачный для Чехословакии расклад сил в 1938 году дал польским властям импульс для реализации планировавшегося ещё с середины 30-х годов силового возвращения Заользья. Во время созванной в сентябре 1938 года конференции в Мюнхене они выдвинули Чехословакии ультиматум, требующий отступления чешских властей из Заользья. В результате этих угроз 2 октября 1938 года польские войска взяли под свой контроль Заользье, Ораву (до Сухей Гуры и Глодувки) и часть Спиша (Татранска Яворина, Подспады, Лесниця).

### Линия границы
В межвоенный период (до октября 1938 года) граница с Чехословакией начиналась от реки Одры, затем шла вдоль долины Ольши, через Цешин и Яблунковский перевал, далее через Звардонь, Вельку Рачу, Пильско, Бабью гору, Хыжне, пересекала долину Оравы и главный хребет Татр. Затем шла долиной Бьялки, вдоль долины Дунайца, через Пьенины, долиной Попрада, через Мушину, а затем ещё около 300—350 км на юго-восток по хребтам Карпат, заканчиваясь на скале Стог в Мармарошских Карпатах.

## Польско-чехословацкая граница в 1945—1992 годах
После II мировой войны Польша снова граничила с Чехословакией, а длина общей границы составляла 1292 км.

### Польско-чехословацкие пограничные конфликты после II мировой войны

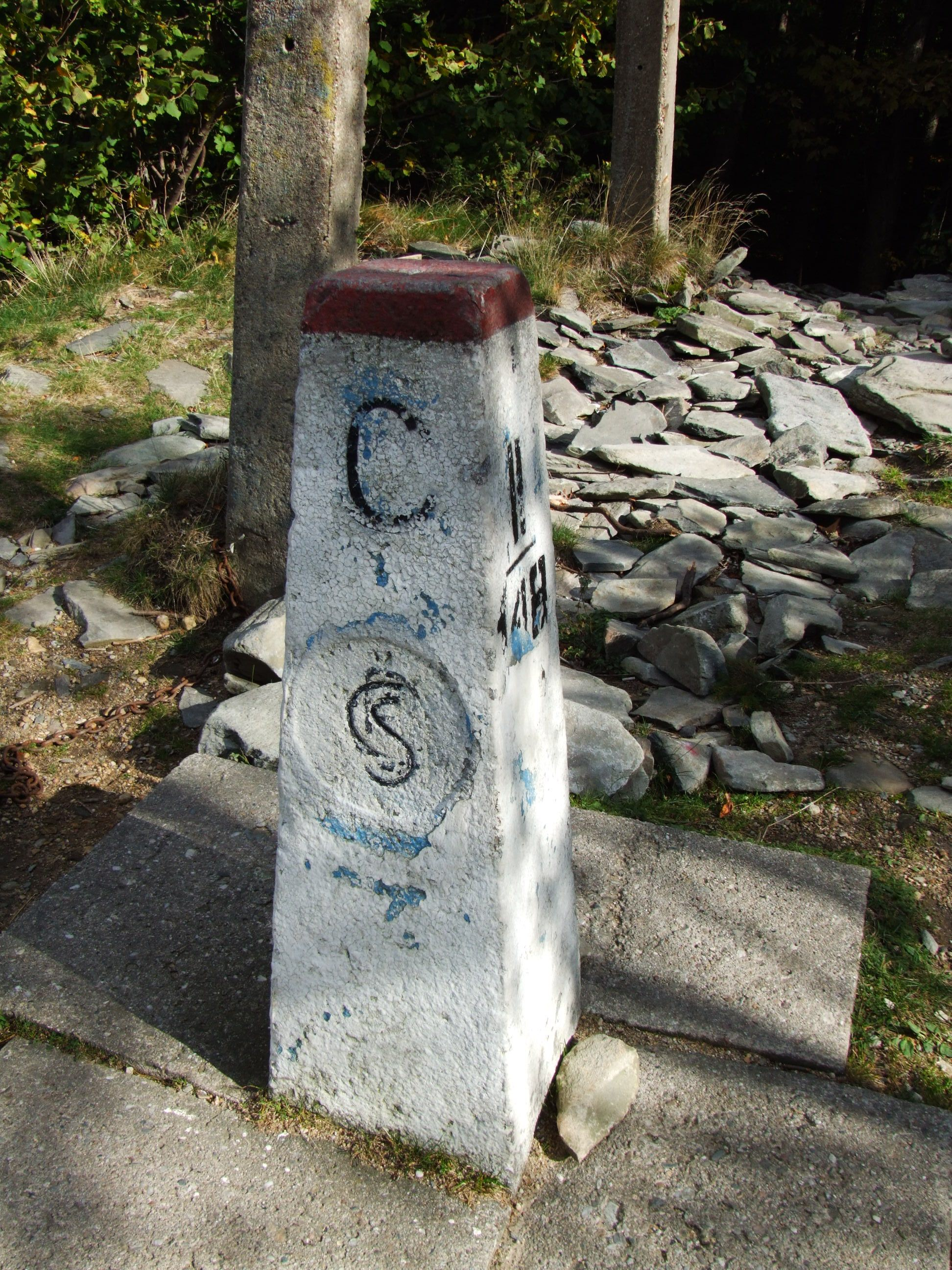
Пограничный столбик на польско-чешской границы, на котором ещё видно обозначение ČS — Československo

Конфликты касающиеся принадлежности территорий заселённых чехами имели место также и после окончания военных действий второй мировой войны, когда чехи выдвинули претензии на кладскую землю, а также на территорию прудницкого, глубчицкого, рацибужского и козельского повятов.

#### Кладская и рацибужская земли
Территория давнего чешского Кладского графства исторически не являлась частью Силезии. После силезских войн, по причине своего оборонительного стратегического значения, графство, вместе с большей частью Силезии, было на основе бреславльского мира отобрано у Габсбургов Пруссией (с 1871 года в границах Германии).
После окончания II мировой войны чехи выдвинули претензии на кладскую землю, а также на территорию прудницкого, глубчицкого, рацибужского и козельского повятов, тогда-как на этих территориях проживало в общем небольшое чешское меньшинство (окрестности Левина Клодского и Кудовы—Здруй, так называемый чешский уголок), а также моравов (глубчицкий и рацибужский повяты).
В июне 1945 года дошло даже до выдвижения чешских войска в направлении на Клодзко (к Мендзылесью был послан бронепоезд), а также Рацибужа, в окрестностях которого проживала большая часть моравов.
В рамках противодействия выдвижению чешских войск польское правительство сконцентрировало свои части на линии Олши, дошло до короткой перестрелки между польскими и чешскими частями. Была предпринята попытка уговорить чехословаков уступить территории в Тешинской Силезии, в обмен на кладскую землю (пражские переговоры 16-25 февраля 1946 года), однако в итоге не удалось прийти к согласию по условиям обменов. Под давлением Москвы, чешские войска были отведены на линию реки Опавы. В мае чехословацкая сторона расширила свои претензии, включив в них в дополнение речной порт в Козле, Глухолазы и территорию валбжихского и еленегурского повятов.

### Заользье
На Заользье после отхода с этих территорий немцев в начале 1945 года, до 9 мая действовала польская государственная администрация, распущенная Советской армией. По решению из Москвы, Заользье было возвращено Чехословакии.
После войны чехословацкие власти отменили утверждённую чехословацким правительством в 1938 году смену границ, а подписанный тогда же польско-чехословацкий договор о новой границе признали не действительным. По решению т. Сталина спорные территории отошли Чехословакии.

#### Окончание пограничных конфликтов
10 марта 1947 года под давлением Москвы был подписан договор о дружбе между Польшей и ЧССР, однако пограничные вопросы (кладская земля и Заользье) остались не решёнными.
Всё же 13 июня 1958 года правительства ПНР и ЧССР подписали соглашение об окончании пограничных споров и утвердили:
- в Тешинской Силезии польско-чешская граница существовавшая в 1920 году
- в Спише линия принятая в 1924 году
- в других местах восстанавливается пограничная линия по состоянию на 1938 год с кладской землёй на её северной (теперь уже польской) стороне
- принята пограничная коррекция 1958 года[4].

Договор об окончательном прохождении государственной границы вступил в силу с 14 февраля 1959 года.
Моравы, живущие в Силезии в окрестностях Рацибужа и Ополья, а также чехи из кладской земли и окрестностей Стжелина, во время проведения переписи в большинстве не возражали по поводу проведения границы.

### Коррекции границы

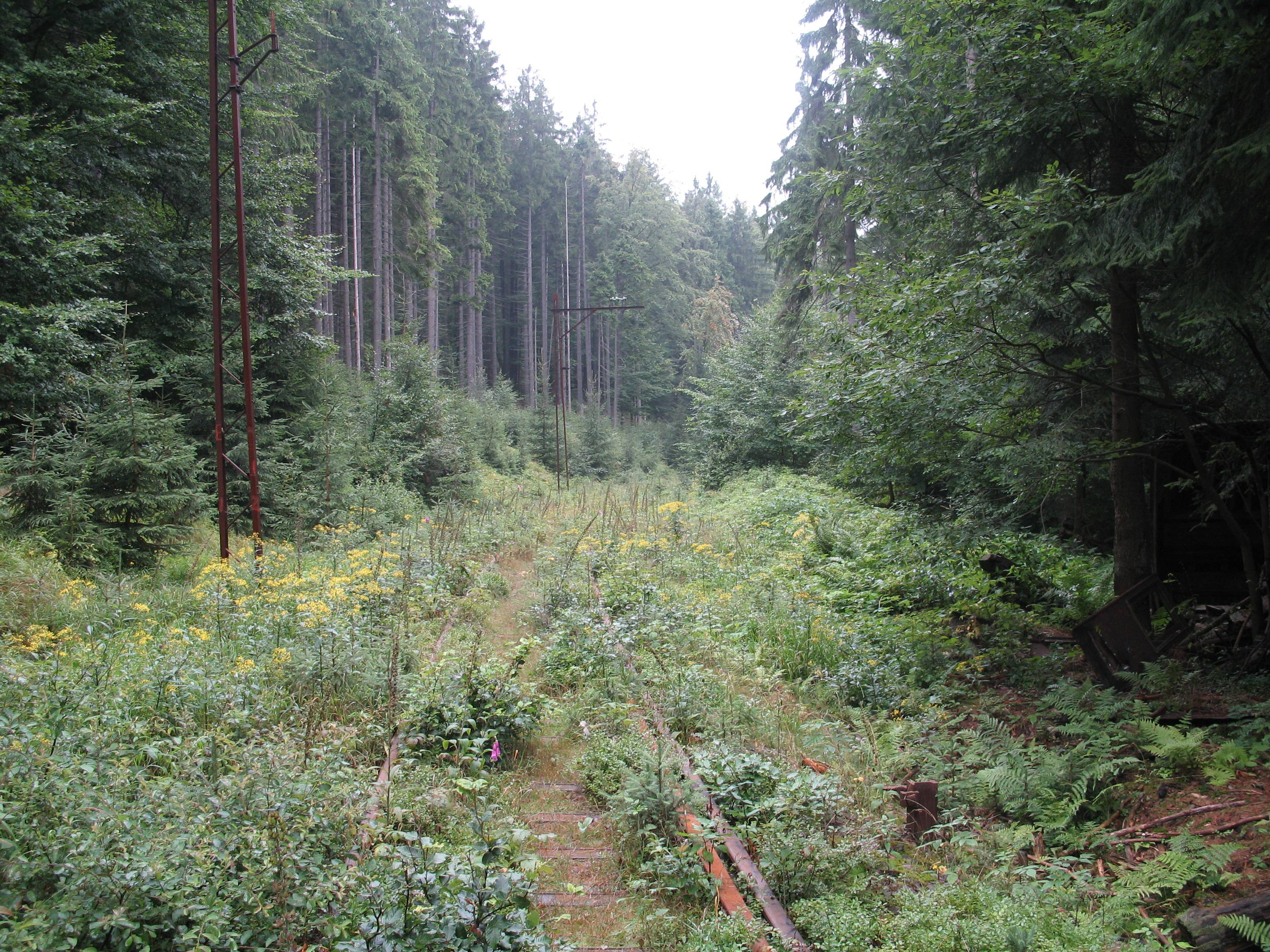
Недействующая до недавнего времени железнодорожная линия Гаррахов — Шклярска-Поремба. Поезда по этой трассе вновь пошли в 2010 году.

#### Коррекция 1958 года
В 1958 году произведена достаточно значительная коррекция границы между странами. Чехословакия получила от Польши деревню Ткаче (сейчас Мытины — район Гарраховa) и хутор Зелинец, взамен отдав южный склон высоты Коцерж около Шклярского перевала. До 1958 года поезда Йизерской железной дороги из Еленя-Гура доходили до станции в Ткачех, за которыми по мосту над Йизерой проходила граница. После изменения границы железнодорожная станция в Ткачех, туннель, а также вторая половина виадука стали собственностью ЧССР, а движение поездов стало доходить только до станции Шклярска-Поремба. Только с 2010 года снова пошли поезда до бывшей станции Ткаче (сегодня Гаррахов).
Из других изменений большинство носило чисто косметический характер (обменивались в основном сельскохозяйственные угодья и территории доступа к ним), за исключением двух: Чехословакия получила польскую деревню Красув (чеш. Krasov, нем. Schubertskrosse), которая до силезских войн была частью Виднавы, а затем была отделена от неё границей; в деревни имелось 17 объектов недвижимости, в основном хозяйственных, небольшой ремесленный заводик и корчма (большая часть жителей было переселено, но 6 семей выразили желание остаться в Чехословакии). В свою очередь Польша получила от южного соседа деревню Сковронкув (чеш. Skřivankov), которая включена в гмину Глухолазы в качестве посёлка (взамен Чехословакия расширила свою территорию в окрестностях Ярнольтувека). Площадь обменённых территорий не был одинаковым — Чехословакия получила 1205,90 га, а Польша только 837,46 га, то-есть Чехословакия получила на 368,44 га (3,6844 км²) больше. Польша до сих пор пробует добиться от Чехии погашения этого долга.
Что интересно, среди территорий полученных Польшей от Чехословакии были небольшие фрагменты бывшей особлажской земли, в окрестностях деревни Особлага. Они относились к моравскому энклаву на Силезии, таким образом впервые в состав Польши вошёл участок исторической Моравии.

#### Коррекция 1976 года
На основании договора между Польской Народной Республикой и Чехословацкой Социалистической Республикой, заключённому в Варшаве 21 марта 1975 года, который вступил в силу 14 марта 1976 года:
- Чехословакия передала Польше 249 439 м² (0,25 км²) территории в районе населённого пункта Лыса над Дунайцем
- Польша передала Чехословакии 249 439 м² (0,25 км²) территории в районе населённого пункта Войкова

### Описание границы
После коррекций линия прохождения границы практически не отличалась от линий современных польско-чешской и польско-словацкой границ: от долины Циттау через Йизерское нагорье, Йизерские горы, хребтами Крконоше, поперёк Кручих гор, Заворы, хребтами Сухих гор, Столовых гор, Орлицких гор, вдоль Дзикой Орлицы, массива Снежника, Бяльских гор, Золотых гор, Опавских гор, пересекая реку Одру, далее через Цешин, Звардонь, Пильско, Бабью гору, главным хребтом Татр, через Пьенины, Тилицкий перевал, Дукельский перевал и Лупковски-Прьесмик, до скалы Кременец.

### Пограничные переходы
Список пограничных переходов на польско-чехословацкой границе по состоянию на 6 сентября 1975 года, на основании распоряжения министра внутренних дел об пограничных переходах
| #  | Название                                                           | Польский пункт    | Вид КПП                      | предназначение КПП                                      |
| -- | ------------------------------------------------------------------ | ----------------- | ---------------------------- | ------------------------------------------------------- |
| 1  | Бобошув-Дольны Липка                                               | Бобошув           | автодорожный                 | люди (только для граждан социалистических стран)        |
| 2  | Барвинек-Вышни Комарник                                            | Барвинек          | автодорожный                 | люди, товары                                            |
| 3  | Халупки-Богумин (железнодорожный) Халупки-Богумин (автодорожный)   | Халупки           | железнодорожный автодорожный | товары люди, товары                                     |
| 4  |                                                                    | Хохолув           | автодорожный                 | люди (только для граждан социалистических стран)        |
| 5  |                                                                    | Хыжне             | автодорожный                 | люди, товары                                            |
| 6  | Цешин-Богушовице-Хотебуж (автодорожный)                            | Цешин             | железнодорожный автодорожный | товары люди, товары                                     |
| 7  |                                                                    | Глухолазы         | железнодорожный автодорожный | товары люди (только для граждан социалистических стран) |
| 8  |                                                                    | Якушице           | автодорожный                 | люди, товары                                            |
| 9  | Кудова Слоне-Наход                                                 | Кудова-Здруй      | автодорожный                 | люди, товары                                            |
| 10 | Любавка-Краловец (железнодорожный) Любавка-Краловец (автодорожный) | Любавка           | железнодорожный автодорожный | товары люди (только для граждан социалистических стран) |
| 11 |                                                                    | Лупкув            | железнодорожный              | товары                                                  |
| 12 |                                                                    | Лыса Полана       | автодорожный                 | люди, товары                                            |
| 13 |                                                                    | Мерошув           | железнодорожный              | товары                                                  |
| 14 | Мушина-Плавеч                                                      | Мушина            | железнодорожный              | люди, товары                                            |
| 15 |                                                                    | Мендзылесье       | железнодорожный              | люди, товары                                            |
| 16 |                                                                    | Недзица           | автодорожный                 | люди (только для граждан ПНР и ЧССР                     |
| 17 | Пивнична-Мнишек над Попрадом                                       | Пивнична-Здруй    | автодорожный                 | люди                                                    |
| 18 |                                                                    | Окрайский перевал | автодорожный                 | люди (только для граждан социалистических стран)        |
| 19 | Пьетровице-Карнёв                                                  | Пьетровице        | автодорожный                 | люди (только для граждан социалистических стран)        |
| 20 |                                                                    | Завидув           | железнодорожный автодорожный | товары люди (только для граждан социалистических стран) |
| 21 |                                                                    | Зебжидовице       | железнодорожный              | люди, товары                                            |